# Wissel

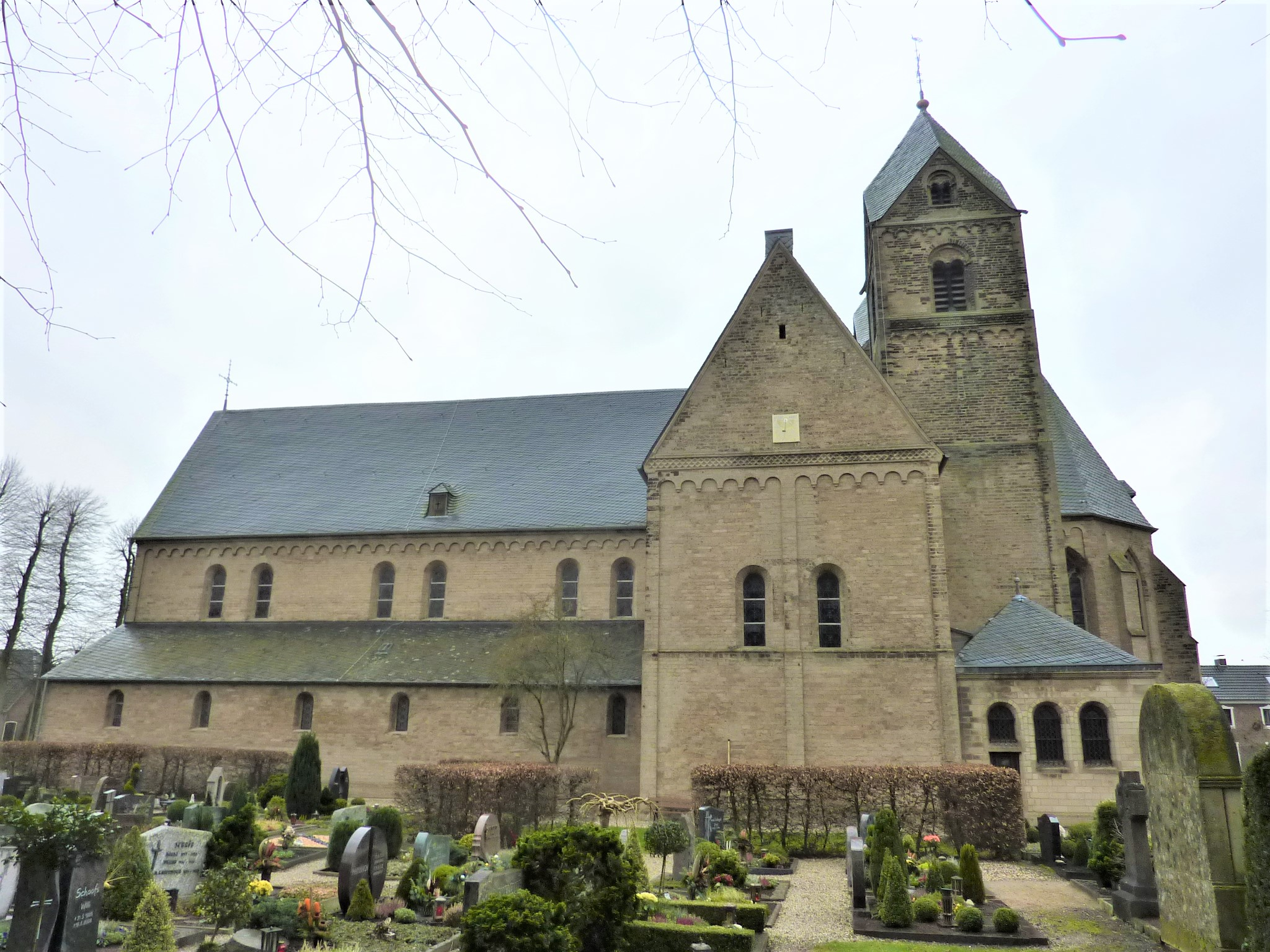
Die ehemalige Stiftskirche St. Clemens in Wissel

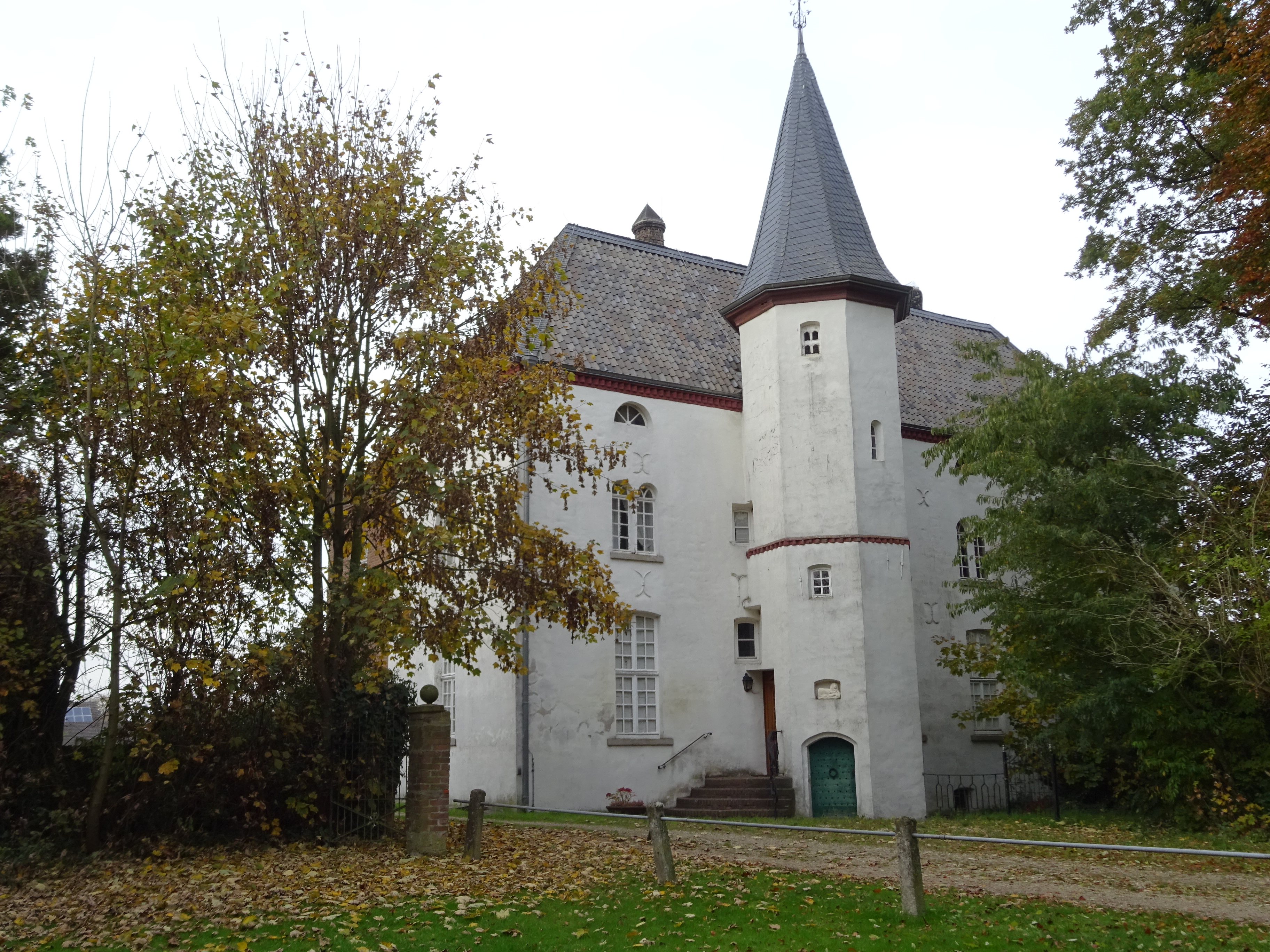
Haus Kemnade

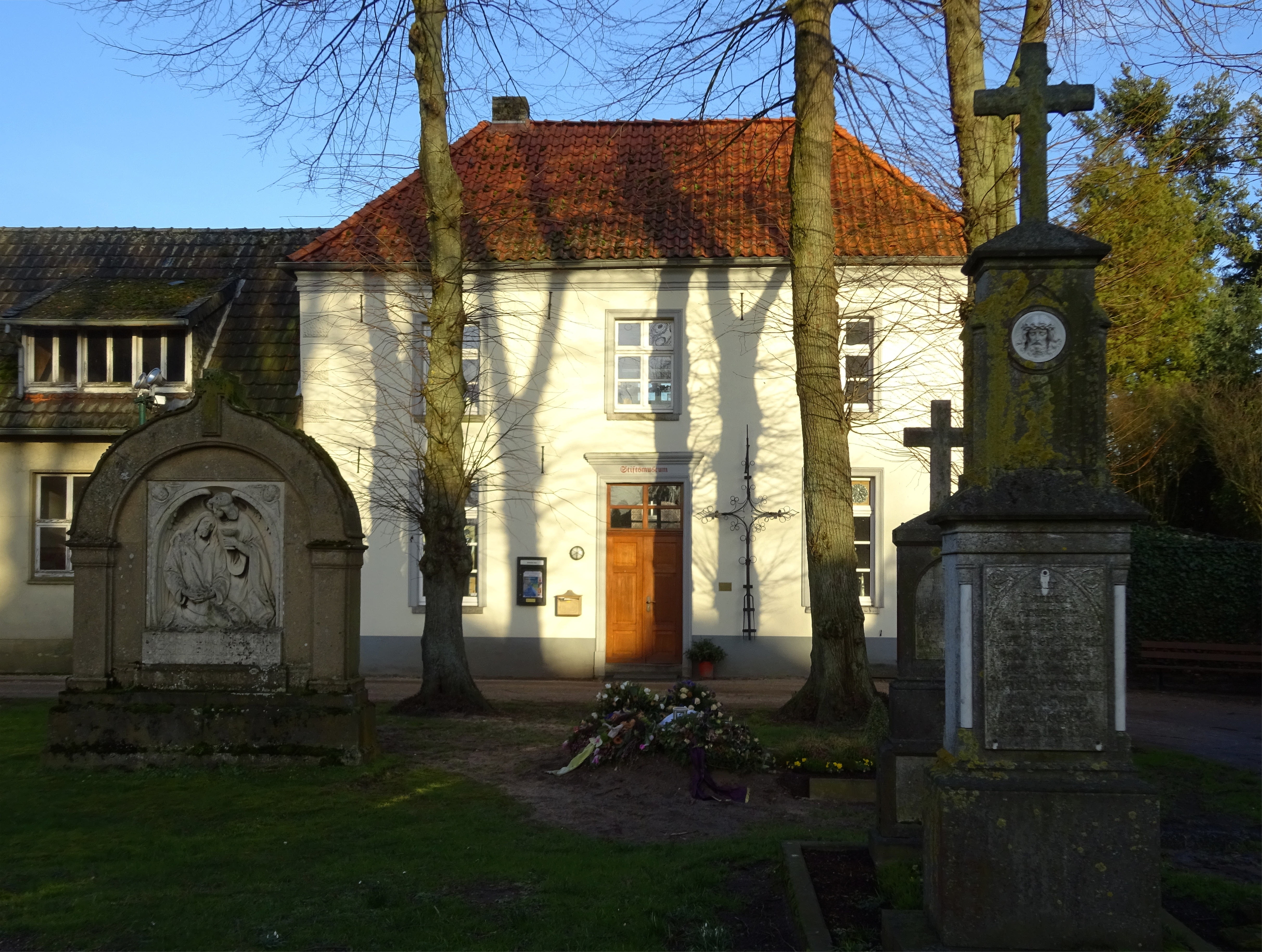
Wisseler Stiftsmuseum

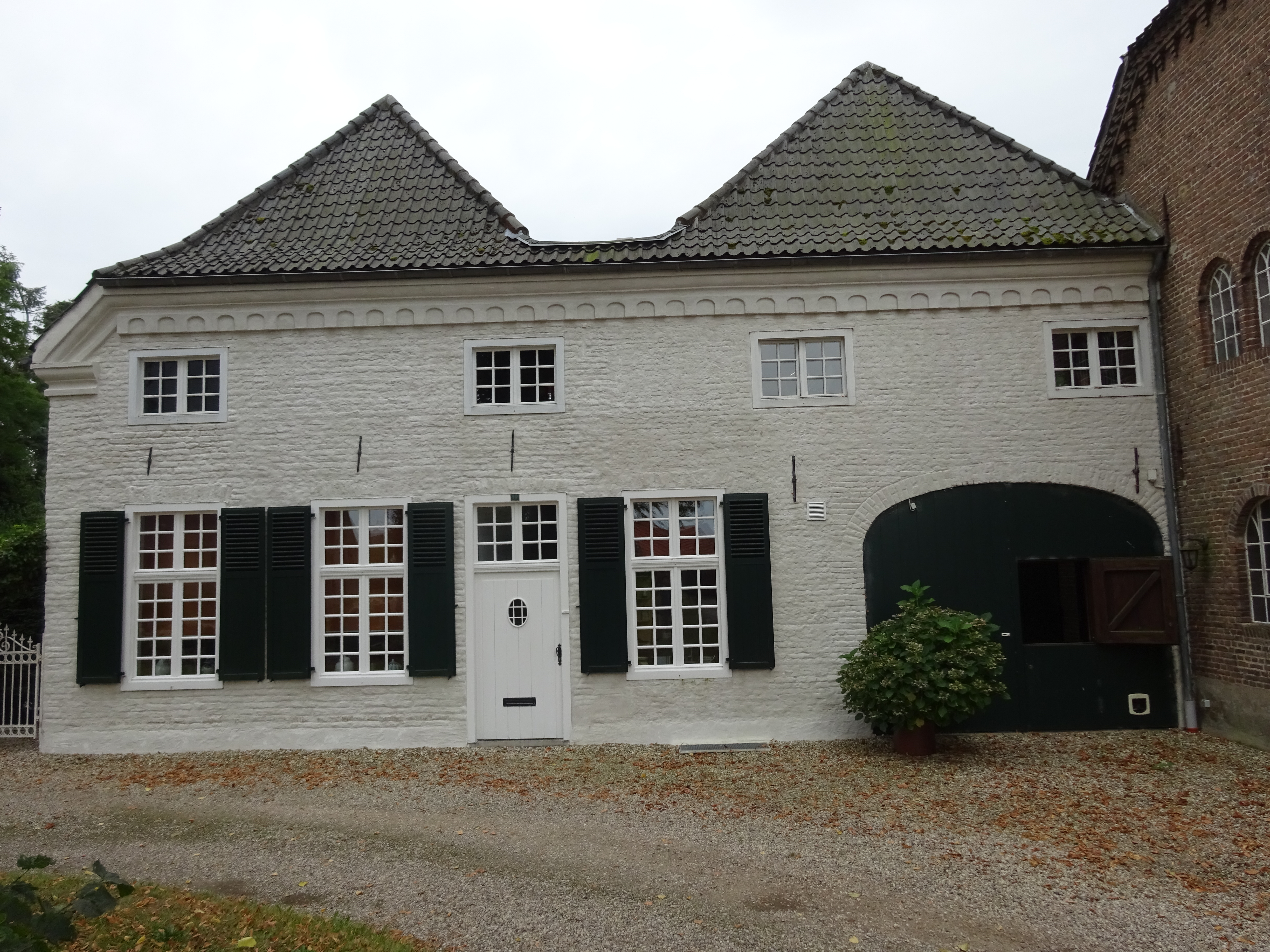
Haus am Köstersdick

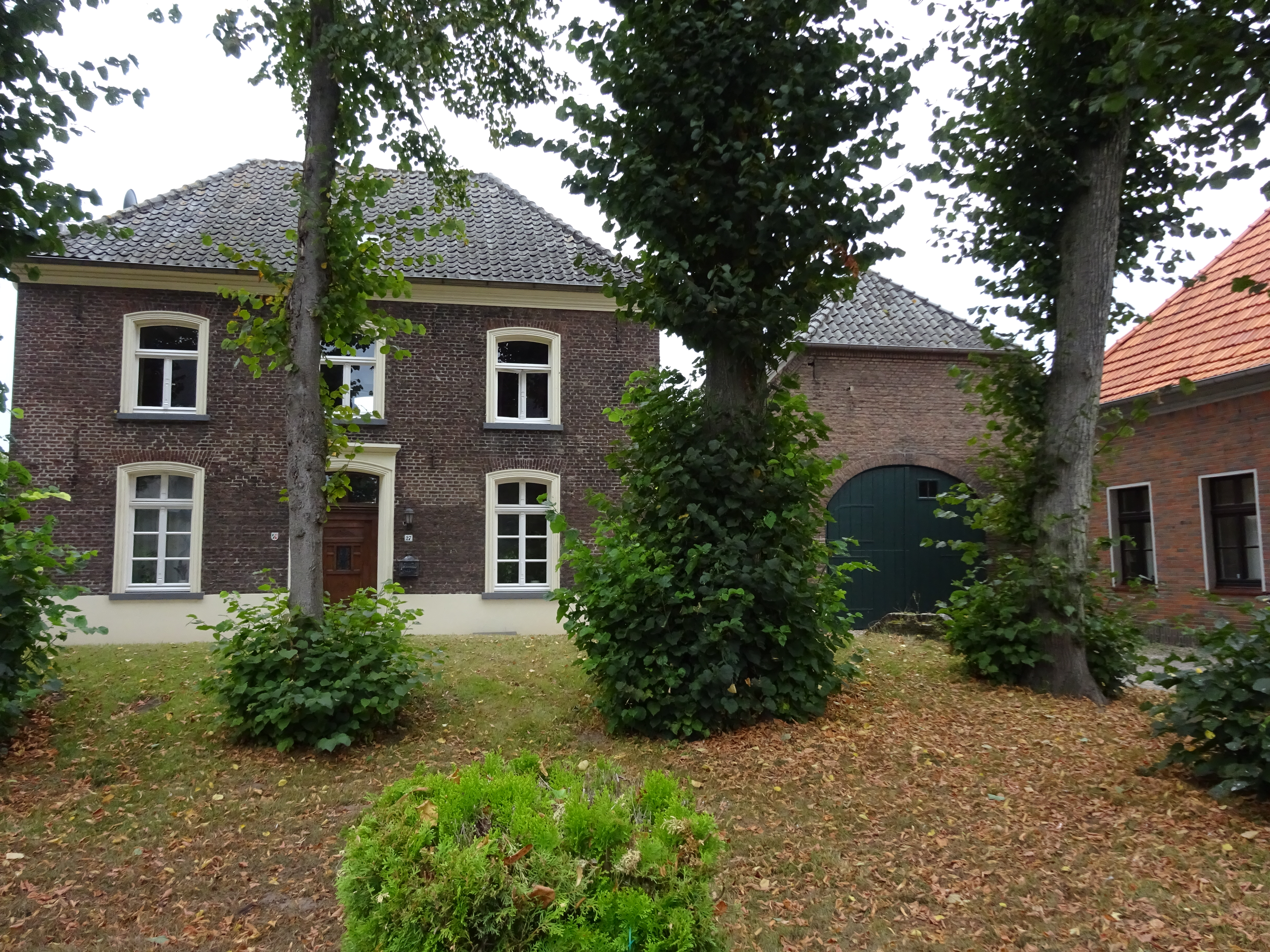
Haus am Köstersdick

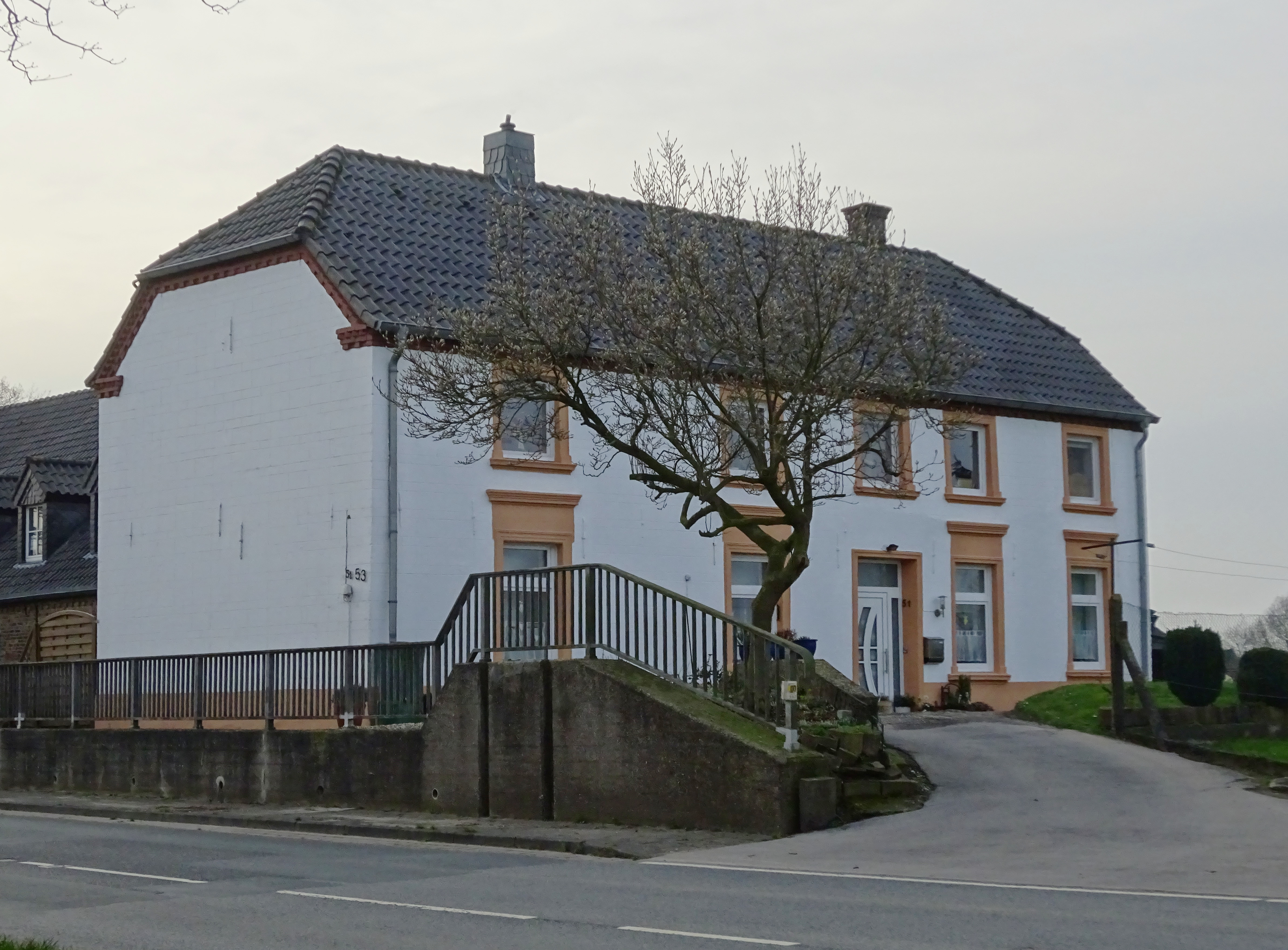
Deichhaus an der Dorfstraße

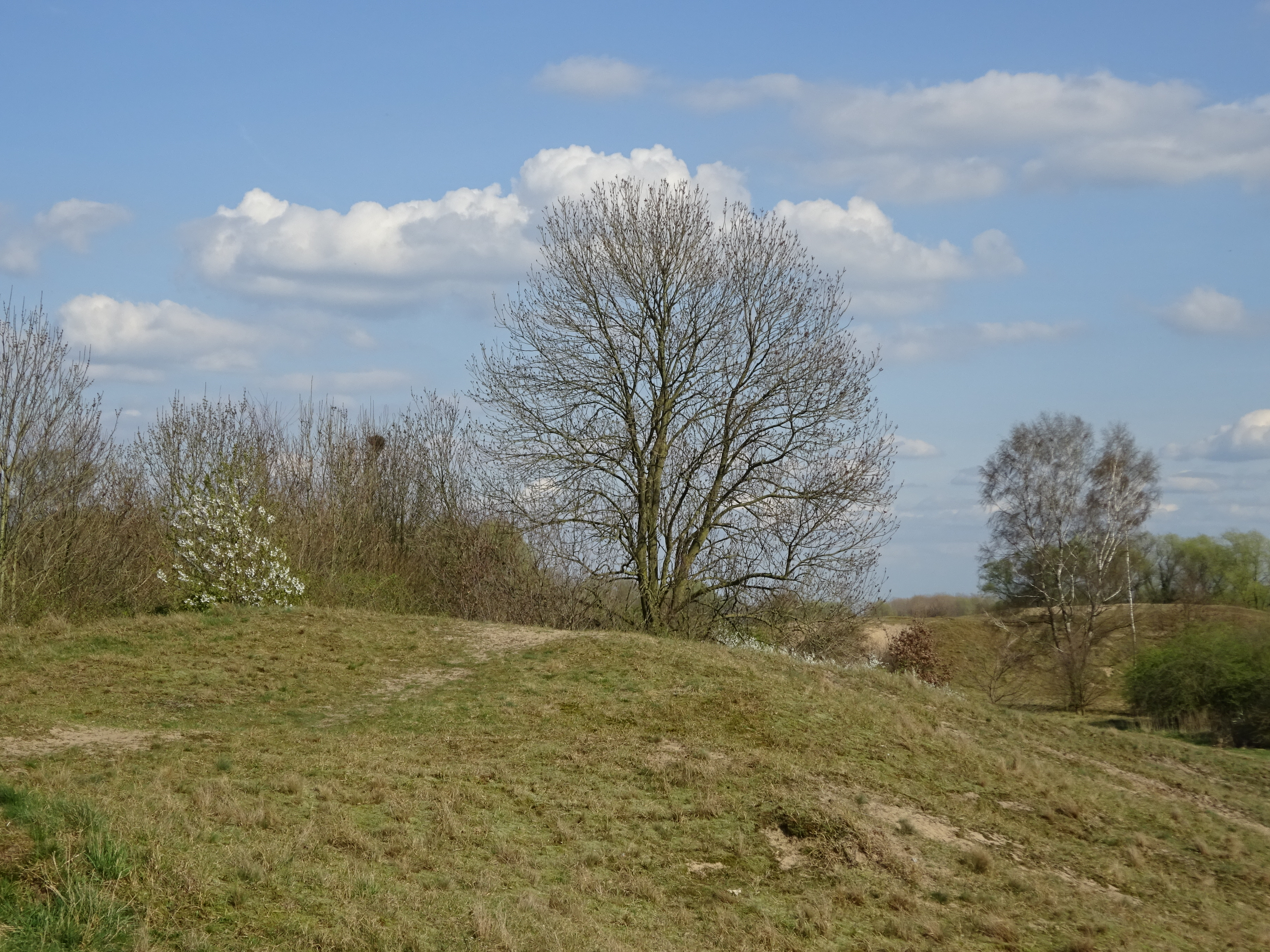
Wisseler Dünen

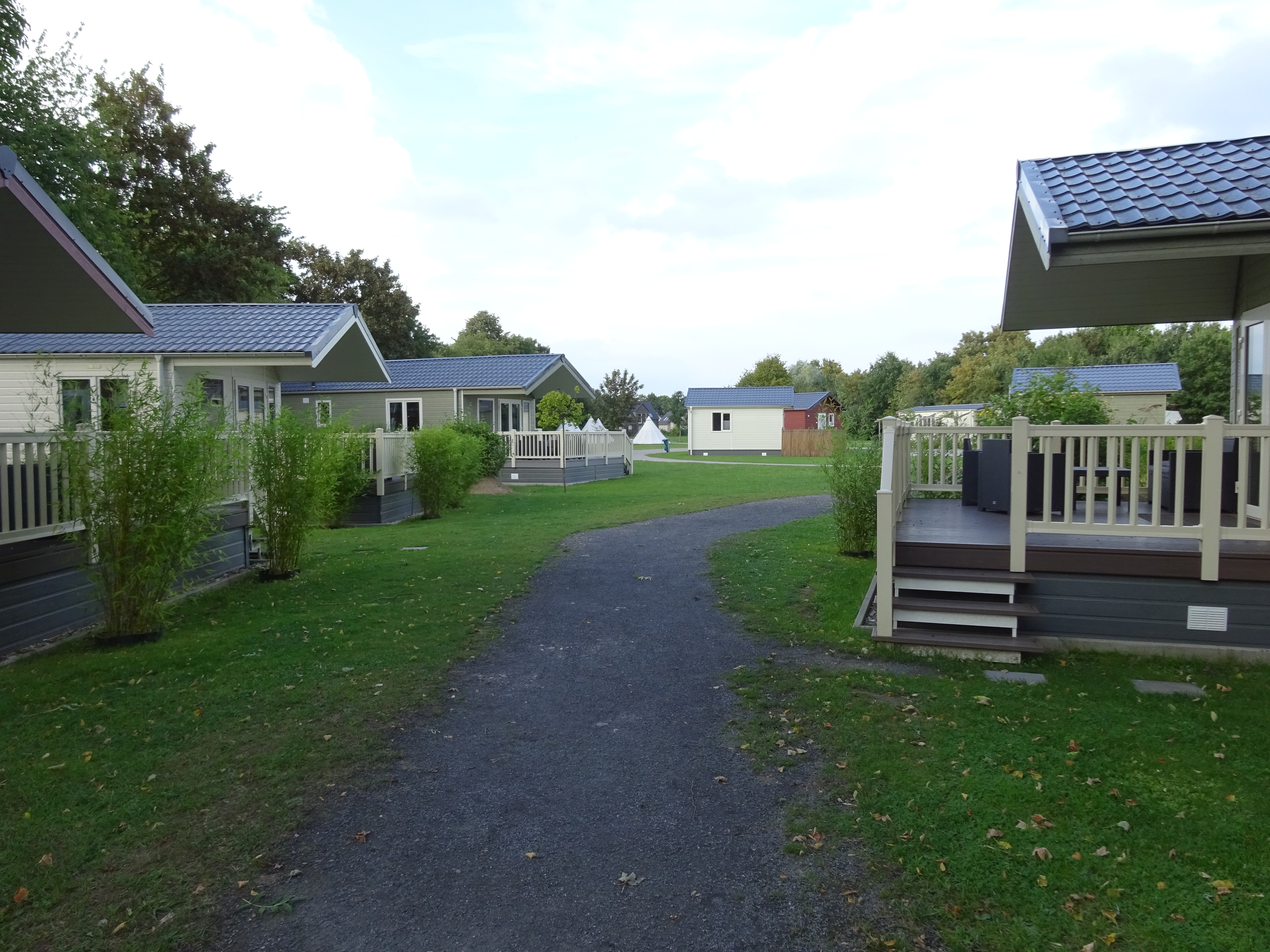
Freizeitpark Wisseler See

Wissel ist ein Ortsteil der Stadt Kalkar am linken unteren Niederrhein. Er liegt rund fünf Kilometer nördlich des Stadtkerns von Kalkar in der Rheinniederung. Ende 2018 hatte er 2061 Einwohner.

## Bedeutung des Ortsnamens
Aus dem 12. Jahrhundert ist die Schreibweise „Wisceloh“ überliefert. Wisch bedeutet Wiese, feuchte Niederung. Loh bedeutet Busch oder auch gerodete Lichtung im Wald. Im 14. Jahrhundert veränderte sich der Ortsname in Wissel.

## Geschichte

### Mittelalter
Aus einer Kiesgrube östlich von Wissel wurde das Fragment eines Schwertes der Zeit um 500 n. Chr. geborgen. Aus dieser Kiesgrube stammt eine derart große Zahl von Funden des 8. bis 12. Jahrhunderts, dass D. von Detten hier die Lage der ursprünglichen Ansiedlung vermutet, die bei einer Katastrophe weitgehend in den Rhein abgerutscht ist und zu einer Verlagerung von Wissel an seinen heutigen Standort zwang.
Erstmals urkundlich erwähnt wird Wissel 1070, und im Jahr 1167 werden das Kanonikerstift und die heutige romanische Kirche von Wissel erstmals urkundlich erwähnt. Einer dem Klever Herzog Johann I. gewidmeten Chronik ist zwar zu entnehmen, das Kanonikerstift sei schon um das Jahr 825 gegründet worden, angeblich von Graf Eberhard von Kleve und seiner Gemahlin Berta, einer adeligen Frau aus dem Stamme Karls des Großen. Hellmut Rotthauwe verweist aber darauf, dass dies von Historikern für eine „Erfindung der klevischen Hofhistoriographie des 15. Jahrhunderts“ gehalten wird. Auch Dieter Kastner meint, Graf Eberhard gehöre „der Sage“ an.
Das Gebiet um Wissel gehörte im Mittelalter den Grafen von Kleve. Sie errichteten in der Rheinniederung zwischen der Kalflack, einem kleinen Fluss im Westen der Niederung, und dem Rhein eine Burg zum Schutz und zur Verwaltung ihrer Ländereien. Sie wurde von den Herren von Wischele bewohnt, die dem Grafen von Kleve lehnspflichtig waren. 1115 wurde die Burg durch den Kölner Erzbischof Friedrich I. von Schwarzenburg im Krieg gegen den deutschen Kaiser Heinrich V., auf dessen Seite sich der Klever Graf Dietrich III. gestellt hatte, zerstört. Hellmut Rotthauwe vermutet, dass sich die Grafen von Kleve danach in Wissel mit der Errichtung eines Kanonikerstiftes begnügten, weil sie in Grieth, näher am Rhein, ihre neue Burg bauten.
Das Wisseler Stiftskapitel bestand aus dem Propst, dem Dechanten, dem Scholaster und elf, später zwölf Kanonikern. Die Kanoniker bewohnten eigene Häuser, die rings um den von Mauern umgebenen viereckigen Kirchplatz standen. Die Kanoniker waren zwar eine ordensähnliche Gemeinschaft, gingen jedoch auch weltlichen Pflichten nach. Sie verwalteten die umliegenden Ländereien und Gehöfte und lebten von den erwirtschafteten Erträgen. Mit der Säkularisation unter Napoleon wurde das Stift 1802 aufgehoben.

### Neuzeit
Um 1550 wurde in Wissel nahe dem heutigen östlichen Ortsausgang Richtung Grieth das noch heute bewohnte „Haus Kemnade“ als Wasserburg errichtet (vermutlich am Standort der 1115 zerstörten Burg). Um 1850 baute man es in spätklassizistischem Stil um.
Nachdem Friedrich der Große 1753 in Preußen landrätliche Kreise mit Ämtern eingeführt hatte, gehörte Wissel zu den Ämtern Till und Grieth mit Sitz in Wissel. Das Verwaltungsgebäude, das sogenannte Bürgermeisteramt, steht heute in Wissel am Dorfplatz gegenüber der ehemaligen Post (jetzt Fahrschule). Das Amt war eine Verwaltungsorganisation zwischen Kreis und Gemeinde, in der die im Amt zusammengeschlossenen Gemeinden ihre Selbständigkeit behielten. 1935 wurde das Amt Grieth aufgelöst, Wissel dem Amt Kalkar zugeordnet.
Im nahegelegenen Klever Reichswald und im Umfeld des heutigen Ortes tobte im Frühjahr 1945 die sogenannte Schlacht im Reichswald. In dieser Schlacht um den Niederrhein wurde der Ort schwer in Mitleidenschaft gezogen.
Seit der am 1. Juli 1969 in Nordrhein-Westfalen beim 1. kommunalen Neugliederungsprogramm durchgeführten Gebietsreform, bei der die Ämter aufgelöst wurden, gehört Wissel zur Stadt Kalkar.

### Wirtschaftsgeschichte

#### Tabakanbau
Seit Mitte des 18. Jahrhunderts blühten am Niederrhein der Tabakanbau und die Tabakverarbeitung auf. Die Voraussetzungen dafür waren günstig. In der damals führenden Tuchindustrie waren viele Arbeitskräfte beschäftigungslos geworden und suchten Arbeit. Auf dem Rhein konnten ausländische Tabake, mit denen der niederrheinische Tabak gemischt wurde, eingeführt werden. Außerdem gründeten holländische Fabrikanten Filialen auf preußischem Boden, um die Zahlung hoher Einfuhrzölle zu vermeiden.
Besonders bekannt für den Tabakanbau wurde Wissel. Der lockere, lehmig-sandige Boden brachte hier überdurchschnittliche Ernteerträge.
Insbesondere Anfang des 20. Jahrhunderts florierte die Tabakindustrie am Niederrhein. Das Ende kam bald nach dem Zweiten Weltkrieg. In den 1960er Jahren erlebte zwar vor allem die Produktion von Pfeifentabak noch einmal einen Nachfrageschub. Billigere ausländische Tabake, die verstärkte Nachfrage nach Zigaretten, bessere Verdienstmöglichkeiten in anderen Wirtschaftszweigen und veränderte Vertriebsstrukturen führten jedoch zum Niedergang. 1960 gab in Wissel der letzte Tabakbauer auf.

#### Verkehr und Infrastruktur
Die „Eisenbahnzeit“ begann für Wissel erst am 15. August 1904, als der Hippeland–Express eröffnet wurde. Der nächste Bahnhof war nun im wenige Kilometer westlich gelegenen Till und dank dem etwa gleichzeitig erfolgten Bau der Brücke über die Kalflack schnell zu erreichen. Zuvor waren die nächstgelegenen Bahnstationen weit entfernt in Kleve (Bahnstrecke Köln–Nijmegen) und Emmerich (Bahnstrecke Oberhausen–Arnhem).
An das Stromnetz wurde Wissel noch später am 30. September 1913 angeschlossen. Die Straßenbeleuchtung wurde im Dezember 1914 angelegt.
Bis in die 1960er Jahre lagen die nächsten Brücken über den Rhein weit entfernt in Nimwegen und Wesel. Die rechte Rheinseite konnte man in kürzerer Entfernung nur mit Fähren nach Emmerich, Grietherort und Rees erreichen. Die bessere Anbindung an das rechtsrheinische Straßennetz durch den Bau der Rheinbrücke Emmerich (1965) und der Rheinbrücke Rees-Kalkar (1967) war für die Entwicklung von Wissel von entscheidender Bedeutung. Auch das Freizeitzentrum Wisseler See mit Campingplatz und Naturfreibad wurde so leichter erreichbar.
Dank der verbesserten Straßenverbindungen war die Stilllegung der Bahnstrecke Xanten–Kleve 1989 weniger negativ.

#### Kiesabbau und Freizeitpark
1932 begann südlich der Wisseler Dünen der Kiesabbau. Die entstandenen Wasserflächen umschließen inzwischen das gesamte Naturschutzgebiet „Wisseler Dünen“ im Osten von Wissel. An den ausgekiesten Flächen im Süden entstand der Freizeitpark „Wisseler See“ mit Naturfreibad und Campingplatz.

## Geografie

### Streusiedlung
Um vor dem häufigen Hochwasser des Rheins geschützt zu sein, bauten die Menschen in Wissel ihre Gehöfte möglichst hoch gelegen auf kleinen Hügeln, die sich beim Rückzug des Eises nach der letzten Eiszeit abgelagert oder durch die ständigen Verlagerungen des Verlaufs des Rheinstroms gebildet hatten. So entstand eine Streusiedlung, in der die Häuser mit einem unregelmäßigen Netz gewundener kleiner Wege und Straßen verbunden sind. Darin liegt Wissels besonderer Reiz. Zum Hochwasserschutz wurde Wissel mit einem der ältesten Ringdeiche am Niederrhein umgeben.

### Die Wisseler Dünen – „De Dunn“
Der Rhein hat immer wieder Sand angeschwemmt, der durch den Wind verweht wurde. In Wissel bildeten sich dabei Binnendünen. Nach Angaben des Naturschutzzentrums Kleve sind sie im Mittelalter entstanden. Die Dünen dienten schon seit dem 14. Jahrhundert der Bevölkerung als gemeinschaftliche Viehweide (Allmende). Jedes Jahr am 2. Mai trieben die Kleinbauern ihre Kühe in die Dünen, was man „in Schaaren“ nannte. Auch bei den häufigen Überschwemmungen des Rheins fanden die Tiere hier Schutz und Nahrung. Die Dorfbewohner, die die Dünen nutzten, waren auch für ihre Erhaltung und Pflege verantwortlich.
Anfang der 1930er Jahre wurde – auf staatliche Anordnung hin – vom Reichsarbeitsdienst ein großer Teil der dorfwärts gelegenen Dünen zur Anlage eines Segelflugplatzes planiert. Seit 1935 steht die restliche Dünenlandschaft jedoch unter Naturschutz. Sie ist heute in kommunalem Eigentum.

## Bildergalerie

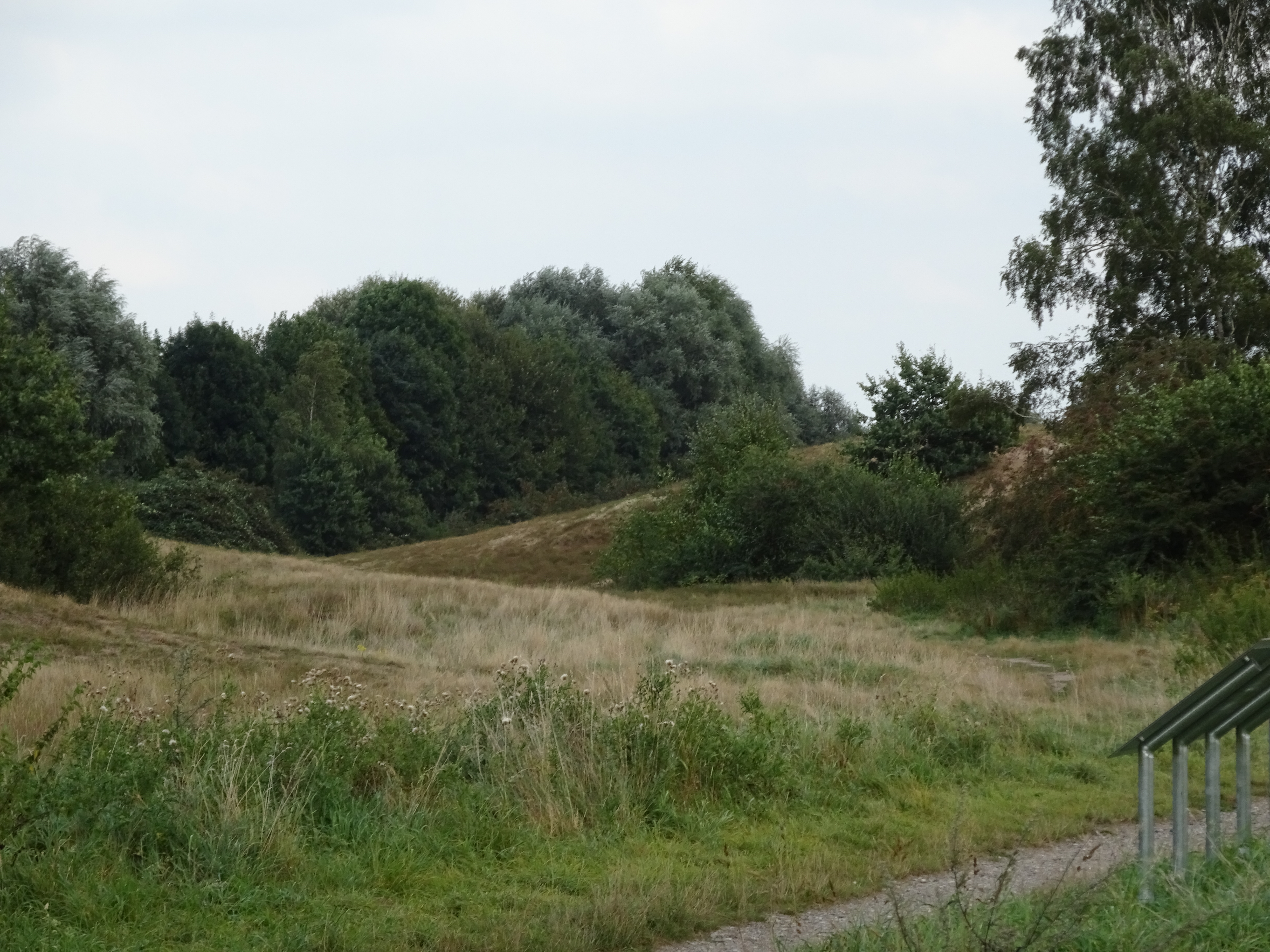
Wisseler Dünen
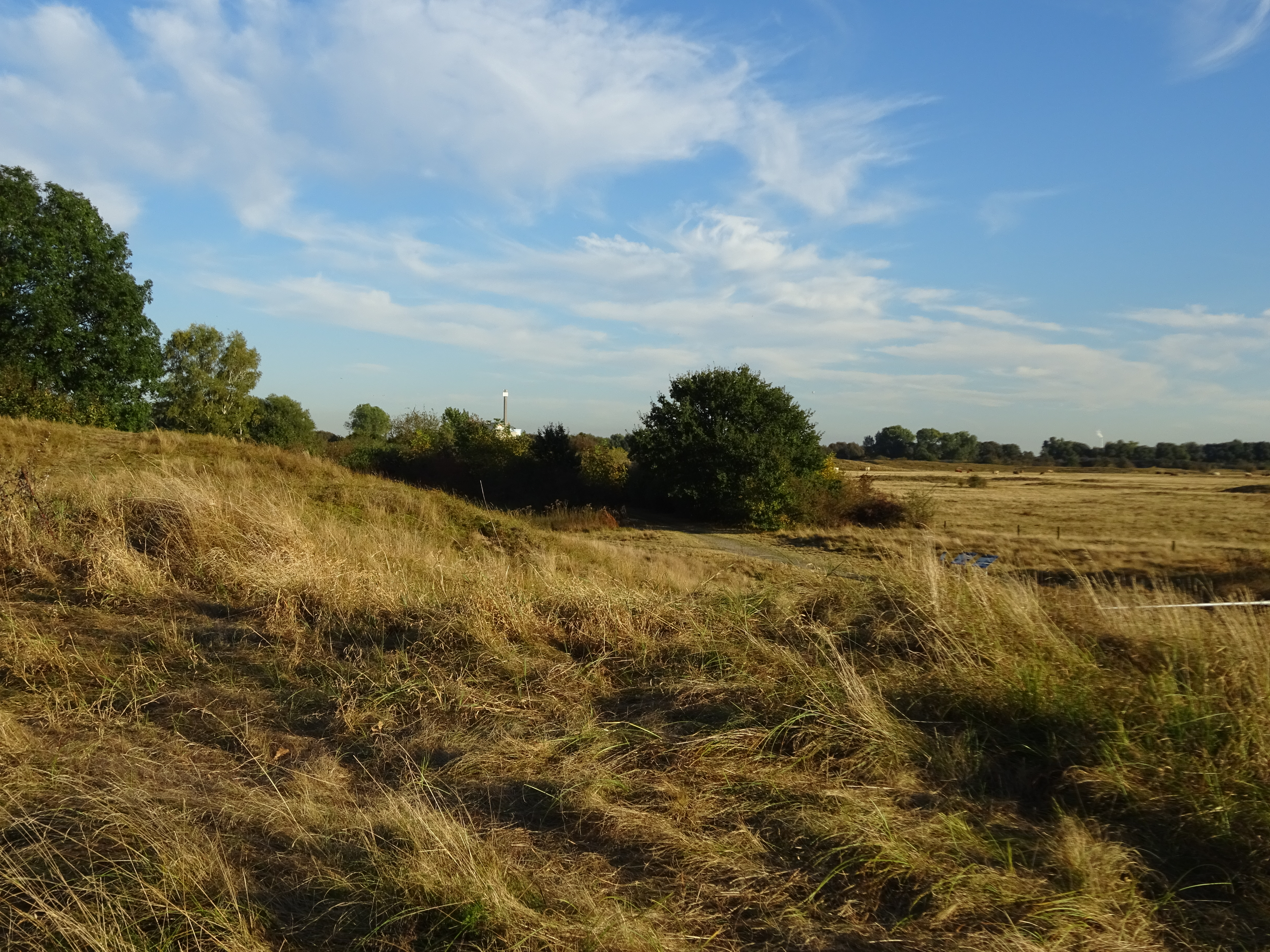
Wisseler Dünen
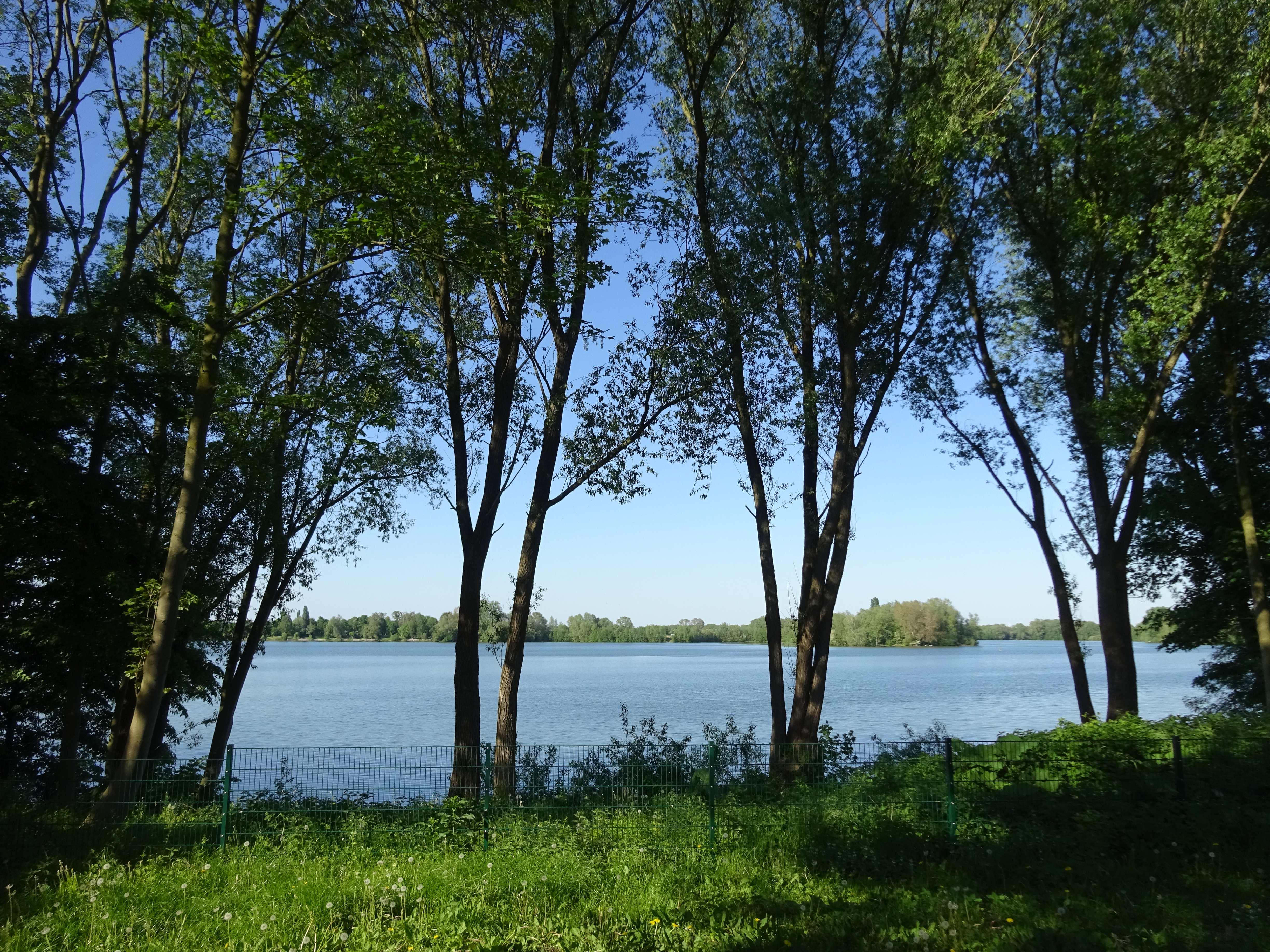
Wisseler See
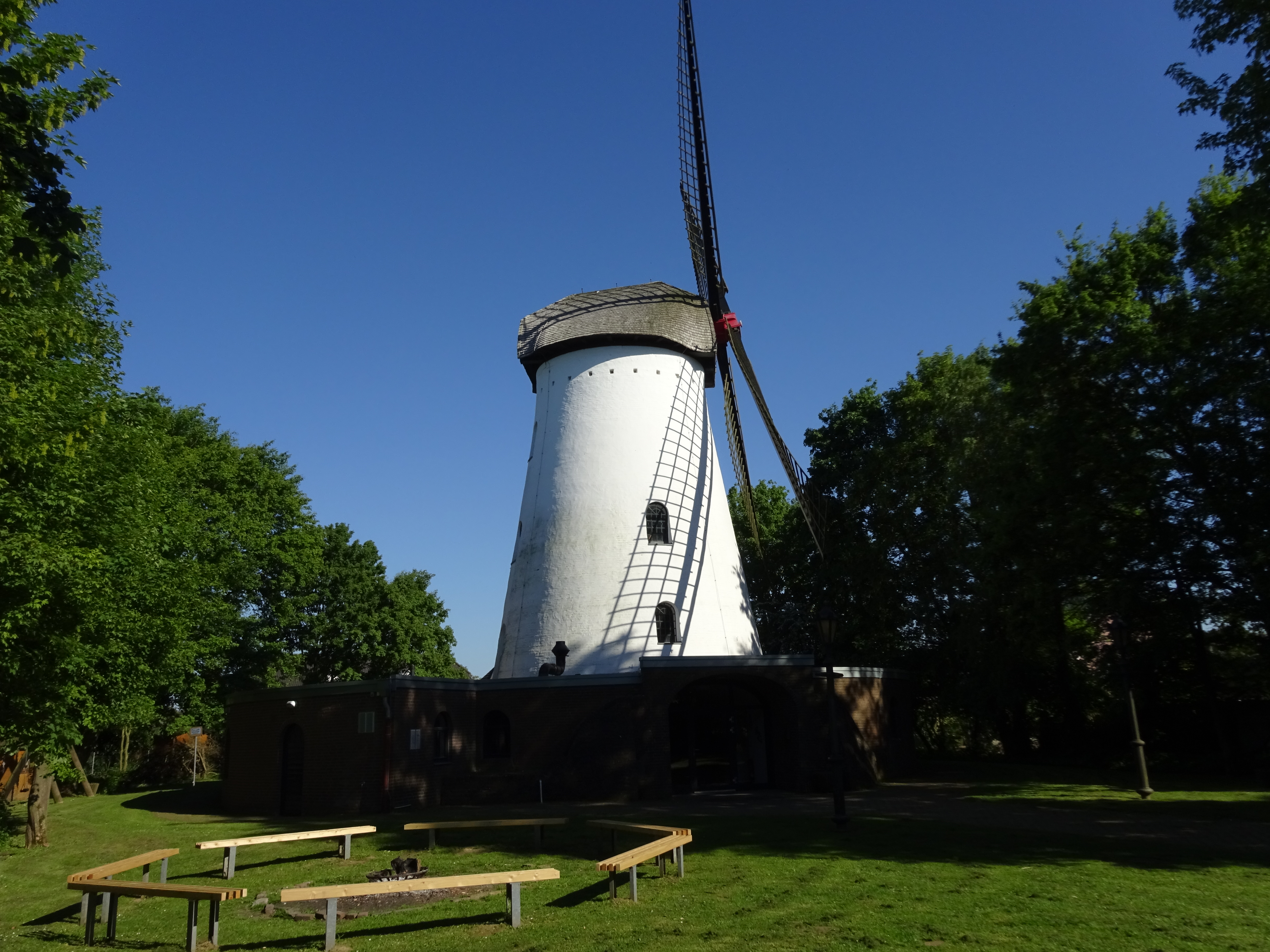
Wisseler Mühle

## Sehenswürdigkeiten
Die heutige Pfarrkirche Sankt Clemens ist eine ehemalige Stiftskirche der Grafen und Herzöge von Kleve. Die um 1150 errichtete dreischiffige romanische Tuff-Basilika gilt als eines der bedeutendsten romanischen Bauwerke des 12. Jahrhunderts am unteren Niederrhein. Im 15. Jahrhundert wurde die romanische Apsis durch einen gotischen Chor ersetzt, um 1650 erhöhte man die Firste des Daches. Im Eingangsbereich ist das romanische Taufbecken erhalten, im rechten Seitenschiff steht eine spätgotische Pietà, die Heinrich Douvermann sehr wahrscheinlich für den Sieben-Schmerzen-Altar in der Sankt-Nicolai-Kirche in Kalkar geschaffen hat.
Mit der Säkularisation unter Napoleon wurde das Stift 1802 aufgehoben. Von den Häusern der Kanoniker haben sich einige erhalten. In der südöstlichen Ecke des Kirchplatzes befindet sich seit April 1997 in einem denkmalgeschützten Kanonikerhaus das von Erich Hubbertz gegründete „Stiftsmuseum Wissel“. Es bietet Ausstellungen zu Kunst und Geschichte, insbesondere zur Ortsgeschichte.
Haus Kemnade, ursprünglich als Wasserburg am heutigen Ortsausgang nach Grieth errichtet, und noch heute an drei Seiten von Wassergräben umgeben, stammt hauptsächlich aus der Mitte des 16. Jahrhunderts. Um 1850 wurde es in spätklassizistischem Stil umgebaut.
Südlich vom Wisseler Ortskern liegt der Freizeitpark „Wisseler See“ mit Campingplatz und Naturfreibad. Östlich des Wisseler Ortskerns breitet sich das von Kiesgruben umgebene Naturschutzgebiet „Wisseler Dünen“ aus.
Am südlichen Ortseingang steht eine Windmühle („Huismanns Mölle“) aus dem Jahre 1873, die heute als Jugendbegegnungsstätte dient. Betreiber ist der Mühle Wissel e. V. Erbauer der Mühle war das Ehepaar Johann und Johanna Paal aus Bimmen-Keeken, die im Tabakdorf Wissel Land erworben und ein Wohnhaus mit landwirtschaftlichen Stallungen und die Mühle errichtet hatten. Nachdem die erhofften wirtschaftlichen Erfolge ausgeblieben waren, verkaufte die Familie das Anwesen samt Mühle und wanderte mit acht Kindern nach Amerika aus, wo sie reich wurde. Nachfolger der Paals wurden die Eheleute Johann Theodor Huismann und deren Kinder, die bereits als Müller, Bäcker und Landwirte in der Gemeinde tätig waren. Sie ließen einen Motor in die Mühle einbauen, um auch bei Windstille mahlen zu können. Im Zweiten Weltkrieg brannte die benachbarte Mühle „Peerenboom“ nieder, Huismanns Mühle hatte nur geringe Schäden und konnte repariert werden. Bis in die 1950er Jahre blieb sie in Betrieb und wurde gelegentlich zum Mahlen genutzt. Sie wurde 1963 vom Kreis Kleve erworben und 1973 dem Mühle Wissel e. V. zur Nutzung überlassen. In den Jahren 1976/77 erfolgte eine Erweiterung durch den Ausbau der Erdwälle. Die Mühle beinhaltet noch das ursprüngliche Mahlwerk mit großen hölzernen Zahnrädern. Zudem findet der Besucher Aufenthalts-, Schlaf- und Schulungsräume, Küche und Sanitäranlagen und kann für Gruppen von Jugendlichen gemietet und genutzt werden.

## Persönlichkeiten
- Stefan Schael (* 1965), Schauspieler, Sänger und Musiktherapeut